# Луїш Машиміану
Луїш Машиміану (порт. Luís Maximiano, нар. 5 січня 1999, Брага) — португальський футболіст, воротар іспанського клубу «Альмерія».
Грав за молодіжну збірну Португалії.

## Клубна кар'єра
Народився 5 січня 1999 року в Бразі. Займався футболом у системах низки португальських клубів, доки 2012 року не опинився в академії лісабонського «Спортінга».
У дорослому футболі дебютував 2017 року виступами за команду «Спортінг» Б, а з наступного року почав включатися до заявки головної команди клубу. Вже по ходу сезону 2019/20 молодий вихованець власної академії став основним голкіпером лисабонської команди.
Влітку 2021 року за 4,5 мільйона євро перейшов до іспанської «Гранади», з якою уклав чотирирічний контракт. У новій команді відразу став основним воротарем, пропустивши за сезон лише три гри Ла Ліги. Попри досить богато пропущених м'ячів (55 у 35 іграх), став рекордсменом турніру за кількістю відбитих ударів (127).
Попри це «Гранада» не зуміла в сезоні 2021/22 зберегти місце в елітному іспанському дивізіоні і влітку 2022 португалець її залишив, уклавши контракт з італійським «Лаціо». У складі римської команди став резервним голкіпером і протягом сезону 2022/23 в усіх турнірах взяв участь лише у 6 іграх.
У серпні 2023 року повернувся до Іспанії, приєднавшись на орендних умовах до «Альмерії».

## Виступи за збірні
2015 року дебютував у складі юнацької збірної Португалії (U-16), загалом на юнацькому рівні взяв участь у 17 іграх, пропустивши 8 голів.
Протягом 2019–2021 років залучався до складу молодіжної збірної Португалії. На молодіжному рівні зіграв у 2 офіційних матчах.

## Статистика виступів

### Статистика клубних виступів
Станом на 16 серпня 2023
| Сезон                | Команда              | Чемпіонат            | Чемпіонат | Чемпіонат | Національний кубок | Національний кубок | Національний кубок | Континентальні кубки | Континентальні кубки | Континентальні кубки | Інші змагання | Інші змагання | Інші змагання | Усього | Усього | Усього |
| Сезон                | Команда              | Ліга                 | Ігор      | Голів     | Ліга               | Ігор               | Голів              | Ліга                 | Ігор                 | Голів                | Ліга          | Ігор          | Голів         | Ігор   | Голів  |        |
| -------------------- | -------------------- | -------------------- | --------- | --------- | ------------------ | ------------------ | ------------------ | -------------------- | -------------------- | -------------------- | ------------- | ------------- | ------------- | ------ | ------ | ------ |
| 2017–18              | «Спортінг» Б         | 2Д                   | 6         | -12       |                    | -                  | -                  |                      | -                    | -                    |               | -             | -             | 6      | -12    |        |
| 2018–19              | «Спортінг»           | ПЛ                   | 0         | 0         | КП+КЛ              | 0                  | 0                  |                      | -                    | -                    |               | -             | -             | 0      | 0      |        |
| 2019–20              | «Спортінг»           | ПЛ                   | 23        | -22       | КП+КЛ              | 1+3                | -2;-6              | ЛЄ                   | 4                    | -7                   |               | -             | -             | 31     | -37    |        |
| 2020–21              | «Спортінг»           | ПЛ                   | 2         | 0         | КП+КЛ              | 2+1                | -3;0               | ЛЄ                   | 0                    | 0                    |               | -             | -             | 5      | -3     |        |
| Усього за «Спортінг» | Усього за «Спортінг» | Усього за «Спортінг» | 25        | -22       |                    | 7                  | -11                |                      | 4                    | -7                   |               | -             | -             | 37     | -40    |        |
| 2021–22              | «Гранада»            | ПД                   | 35        | -55       | КІ                 | 0                  | 0                  |                      | -                    | -                    |               | -             | -             | 35     | -55    |        |
| 2022–23              | «Лаціо»              | A                    | 1         | 0         | КІ                 | 2                  | -1                 | ЛЄ+ЛК                | 0+3                  | 0+-2                 | -             | -             | -             | 6      | -3     |        |
| Усього за кар'єру    | Усього за кар'єру    | Усього за кар'єру    | 67        | -89       |                    | 9                  | -12                |                      | 7                    | -9                   |               | -             | -             | 83     | -110   |        |

## Титули і досягнення
- Чемпіон Португалії (1):

«Спортінг»: 2020-2021
- Володар Суперкубка Португалії (1):

«Спортінг»: 2021
Збірні
- Чемпіонат Європи (U-17): 2016